# Violence Action
《Violence Action》是澤田新原作、淺井蓮次作畫的日本漫畫，於2016年4月25日起在小學館旗下的網上漫畫平台Yawaraka Spirits連載。
2022年2月，宣佈推出改編真人版電影，由橋本環奈主演。

## 出版書籍
| 卷數 | 小學館         | 小學館                 | 東立出版社    | 東立出版社             |
| 卷數 | 發售日期       | ISBN                   | 發售日期      | ISBN                   |
| ---- | -------------- | ---------------------- | ------------- | ---------------------- |
| 1    | 2017年3月10日  | ISBN 978-4-09-189449-6 | 2019年9月23日 | ISBN 978-9-57-262558-3 |
| 2    | 2017年7月12日  | ISBN 978-4-09-189593-6 |               |                        |
| 3    | 2017年10月12日 | ISBN 978-4-09-189677-3 |               |                        |
| 4    | 2018年5月11日  | ISBN 978-4-09-860008-3 |               |                        |
| 5    | 2019年11月12日 | ISBN 978-4-09-860508-8 |               |                        |
| 6    | 2020年7月10日  | ISBN 978-4-09-860662-7 |               |                        |

## 真人電影
《Violence Action》是2022年日本動作電影，由瑠東東一郎執導，江良至和瑠東東一郎共同編劇，橋本環奈主演。

### 演員列表
- 菊野溪：橋本環奈[3]
- 寺野：杉野遙亮[4]
- 渡邊：鈴鹿央士[4]
- 店長：馬場富美加[4]
- 金子：森崎溫[4]
- 綾部：大東駿介[4]
- 達莉亞：太田夢莉[4]
- 蔵：豬塚健太[5]
- 莉卡：箭內夢菜[5]
- 國津：兵動大樹[5]
- 神秘男子：川島邦裕[5]
- 第三代組長：佐藤二朗
- Michitaka君：城田優
- 木下：高橋克典
- Tsura：岡村隆史

### 製作人員
- 原作：淺井蓮次、澤田新《Violence Action》
- 導演：瑠東東一郎
- 劇本：江良至、瑠東東一郎
- 配樂：瀨川英史
- 主題曲：［Alexandros］（UNIVERSAL J / RX-RECORDS）
- 插入曲：
  - MAN WITH A MISSION「Tonight, Tonight」（Sony Music Records）
  - NOMELON NOLEMON
  - 金賢重「Song for a dreamer」（HENECIA）
  - Fear, and Loathing in Las Vegas「Tear Down」（日本華納音樂）
- 製作：FINE Entertainment
- 發行：日本華納娛樂

## 外部連結
- 漫畫官方網站（日語）
- 真人電影官方網站（日語）
  - 真人電影的X（前Twitter）（日語）
  - 真人電影的Instagram帳戶（日語）